# مک‌اواس بیگ سور
مک‌اواس بیگ سور (انگلیسی: MacOS Big Sur) (نسخه ۱۱.۰) هفدهمین انتشار بزرگ سیستم عامل مک‌اواس از شرکت اپل برای کامپیوترهای مکینتاش است که در ۲۲ ژوئن ۲۰۲۰ رونمایی شد و در ۱۲ نوامبر ۲۰۲۰ به‌طور عمومی عرضه شد.

## نیازمندی‌های سامانه
بر خلاف نگارش‌های پیشین مک‌اواس (ورژن Catalina)بیگ سور از دستگاه‌های سال 2013 به بعد پشتیبانی می‌نماید که در فهرست زیر گردآوری شده است:
- مک‌بوک: از اویل 2015 به بعد
- مک‌بوک ایر: از اواسط 2013 به بعد
- مک‌بوک پرو: از اواسط 2013 به بعد
- مک‌مینی: از اواخر 2014 به بعد
- آی‌مک: از اواسط 2014 به بعد
- آی‌مک پرو
- مک پرو: اواخر 2013 به بعد
- Pro Display XDR
- Developer Transition Kit